# يهود مدينة نيويورك
يشكل اليهود في مدينة نيويورك حوالي 13 بالمائة من سكان المدينة، مما يجعلها الجالية اليهودية الأكبر في العالم خارج إسرائيل. اعتبارًا من 2014 ، 1.1 مليون يهودي يعيشون في حي في نيويورك [الإنجليزية]، ويعيش 2 مليون يهودي في ولاية نيويورك بشكل عام. هاجر اليهود إلى مدينة نيويورك منذ أول مستوطنة في أمستردام الجديدة الهولندية في عام 1654، وخصوصا في نهاية القرن التاسع عشر إلى أوائل القرن العشرين، عندما ارتفع عدد السكان اليهود من حوالي 80.000 في عام 1880 إلى 1.5 مليون عام 1920. أدى عدد السكان اليهود الكبير إلى تأثير كبير على ثقافة مدينة نيويورك. بعد عدة عقود من الانخفاض في القرن العشرين، شهد السكان اليهود في مدينة نيويورك زيادة حادة في القرن الحادي والعشرين، بسبب ارتفاع نسبة الولادات في المجتمعات الحسيدية والأرثوذكسية.

## تعداد السكان
اعتبارًا من 2016، بلغ عدد سكان مدينة نيويورك حوالي 1.1 مليون نسمة، حيث بلغت نسبة سكانها اليهود 12٪من مجموع السكان الكلي.
| سنة  | السكان اليهود في مدينة نيويورك |
| ---- | ------------------------------ |
| 1654 | 23                             |
| 1750 | 300                            |
| 1850 | 16000                          |
| 1859 | 40000                          |
| 1880 | 80000                          |
| 1920 | 1,600,000                      |
| 1950 | 2,000,000                      |
| 1981 | 1,100,000                      |
| 1991 | 1,027,000                      |
| 2002 | 972000                         |
| 2012 | 1,100,000                      |

يوجد تقريبا 1.5 مليون يهودي في منطقة العاصمة نيويورك، مما يجعلها ثاني أكبر مجتمع يهودي حضري في العالم، بعد منطقة تل أبيب الحضرية في إسرائيل (ومع ذلك، فإن عدد سكان تل أبيب من اليهود أقل من سكان مدينة نيويورك، مما يجعل مدينة نيويورك أكبر مجتمع لليهود في العالم داخل مدينة مناسبة). يفوق عدد السكان اليهود في مدينة نيويورك عدد السكان اليهود مجتمعين في شيكاغو وفيلادلفيا وسان فرانسيسكو وواشنطن العاصمة.
ارتفع عدد اليهود في مدينة نيويورك أوائل القرن العشرين ووصل إلى ذروته عند 2 مليون في الخمسينيات، عندما كان اليهود يشكلون ربع سكان المدينة. ثم بدأ عدد السكان اليهود في مدينة نيويورك في الانخفاض بسبب معدلات الولادات المنخفضة والهجرة إلى الضواحي والولايات الأخرى، وخاصة ولايتي كاليفورنيا وفلوريدا. على الرغم من وجود مجتمعات يهودية صغيرة في جميع أنحاء الولايات المتحدة بحلول عشرينيات القرن الماضي، كانت مدينة نيويورك موطنًا لحوالي 45 ٪ من إجمالي السكان اليهود الأمريكيين. بدأت موجة جديدة من المهاجرين اليهود الأشكناز والبخاريين من الاتحاد السوفيتي السابق في الوصول في الثمانينيات والتسعينيات.عاش اليهود السفارديم، بمن فيهم اليهود السوريون، أيضًا في مدينة نيويورك منذ أواخر القرن التاسع عشر. كما هاجر اليهود الروس والليتوانيون والبولنديون بأعداد كبيرة خلال منتصف القرن التاسع عشر. استقر العديد من اليهود، بما في ذلك المهاجرين الجدد، في كوينز وجنوب بروكلين وبرونكس، حيث يعيش معظمهم حاليًا في أحياء الطبقة المتوسطة. عدد اليهود مرتفع بشكل خاص في بروكلين، حيث بلغ 561000 ساكن - واحد من كل أربعة سكان - هو من اليهود. اعتبارًا من 2012، هناك 1.1 مليون يهودي في مدينة نيويورك. في حي كان بورو بارك، المعروف بعدد كبير من السكان اليهود الأرثوذكس، حيث بلغت نسبتهم 27.9 مولودًا لكل 1000 ساكن في عام 2015، مما يجعله الحي الذي يضم أعلى نسبة ولادات في المدينة. ومع ذلك، فإن المجتمع الأسرع نموا في أمريكا من اليهود الأرثوذكس يقع في مقاطعة روكلاند وادي هدسون في نيويورك، بما في ذلك المجتمعات من Monsey، مونرو، ساحة الجديدة، كيرياس جويل، ورامابو. داخل منطقة العاصمة نيويورك الكبرى، اتخذ العديد من المجتمعات اليهودية الأرثوذكسية المتنامية بسرعة موطنهم في نيوجيرسي، لا سيما في ليكوود ومحيط مقاطعة المحيط، حيث تقع بيث ميدراش جوفوها، أكبريشيفا مدرسة دينية في العالم خارج إسرائيل.
في عام 2002، عاش ما يقدر بنحو 972000 من اليهود الأشكناز في مدينة نيويورك وشكلوا حوالي 12 ٪ من سكان المدينة. مدينة نيويورك هي أيضا موطن مقر لل شاباد، بوبوف، وساتمار أحد فروع حركة الحاسديم، وغيرها من فروع الحريديم اليهودية. في حين أن ثلاثة أرباع يهود نيويورك لا يعتبرون أنفسهم ملتزمين دينياً، فإن المجتمع الأرثوذكسي ينمو بسرعة بسبب ارتفاع معدلات نسبة الولادة من اليهود الحسيديين، في حين أن أعداد اليهود المحافظين والإصلاحيين آخذة في الانخفاض.
يقع مقر منظمات مثل جماعة اجوداث إسرائيل في امريكا والأتحاد الأرثذوكسي أتحاد الأرثذوكس وحركة حباد ومعهد روهر للتعلم اليهودي في نيويورك.
مع أن غالبية يهود مدينة نيويورك هم من البيض إلا أنه يتم تصنيف بعض اليهود الجدد كآسيويين أو سود اولاتينيين اوأمريكان من أعراق متنوعه وفقًا لدراسة مجتمعية أجريت عام 2011 من قبل UJA-Federation of New York، فإن 12 ٪ من الأسر اليهودية في المدينة غير بيضاء أو ثنائية العرق.
استقر العديد من يهود آسيا الوسطى، ومعظمهم من يهود بخارى من أوزبكستان، في أحياء كوينز في ريغو بارك، وفورست هيلز، وحدائق كيو، وبريروود. اعتبارًا من عام 2001، أقام نحو 50000 يهودي بخاري في كوينز. كوينز هي أيضًا موطن لجالية جورجية أمريكية كبيرة من حوالي 5000، منهم حوالي 3000 من اليهود الجورجيين. تعتبر كوينزثالث أكبرموطن لليهود الجورجيين في العالم بعد إسرائيل وجورجيا. تعد فورست هيلز موطنًا لتجمع اليهود الجورجيين، وفيها المعبد اليهودي الجورجي الوحيد في الولايات المتحدة.

## تاريخ

### 1654-1881

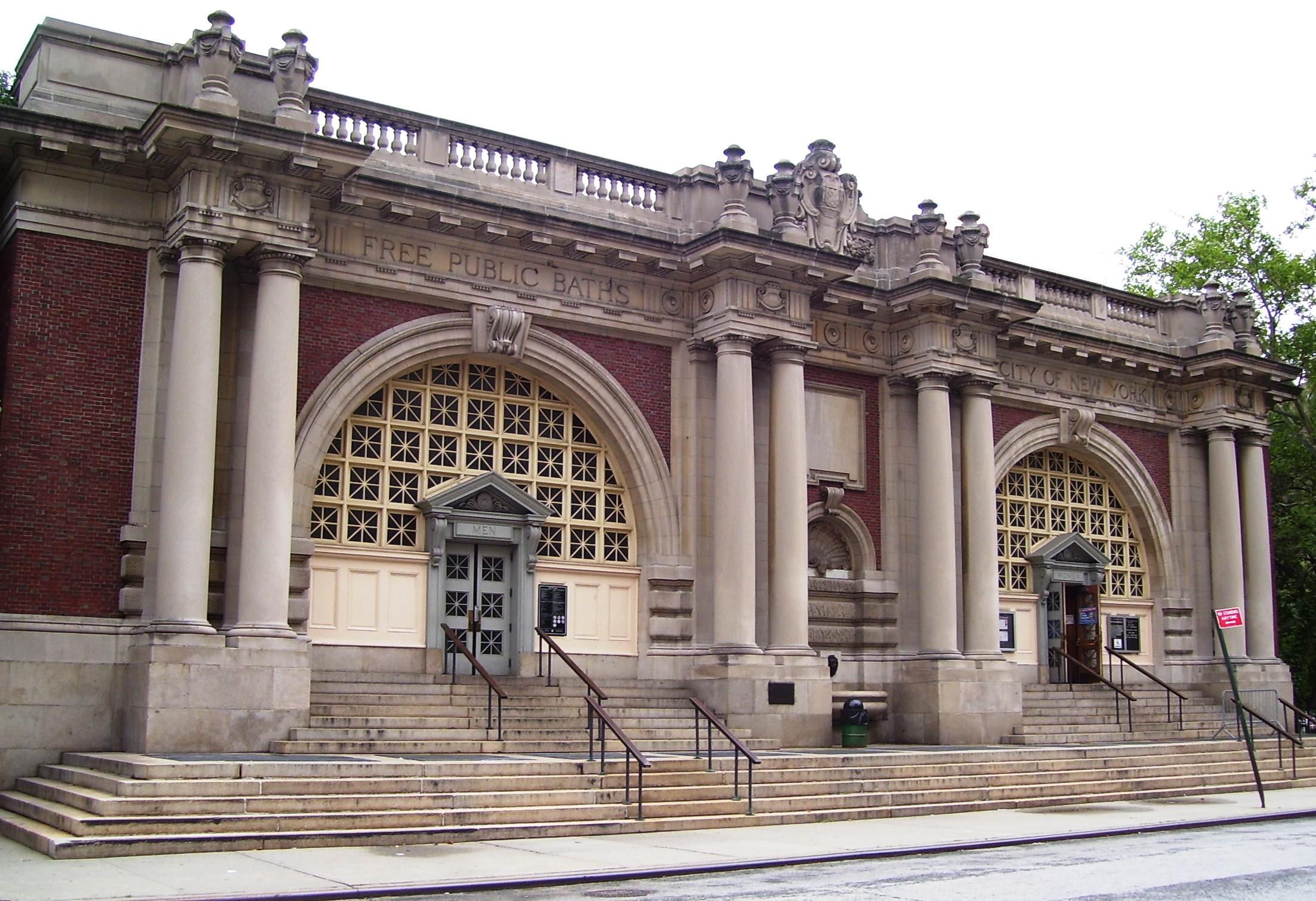
تم بناء مركز Asser Levy الترفيهي في شارع 23 الشرقي و Asser Levy Place، مانهاتن، مدينة نيويورك، كحمام عام مجاني في 1904-1906. تهدف الحمامات إلى المساعدة في تخفيف الظروف غير الصحية في الأحياء الفقيرة. سمي على اسم آسر ليفي، وهو مواطن يهودي بارز من مستعمرة نيو أمستردام الهولندية، التي سبقت مدينة نيويورك الإنجليزية.

كان أول مستوطن يهودي مسجل في نيويورك هو جاكوب بارسيمسون، الذي وصل في أغسطس 1654 بجواز سفر من شركة الهند الغربية الهولندية. بعد شهر، جاءت مجموعة من اليهود إلى نيويورك، ثم مستعمرة أمستردام الجديدة، كلاجئين من ريسيفي بالبرازيل. كانت البرتغال قد أعادت للتو احتلال البرازيل الهولندية (ما يعرف الآن بدولة بيرنامبوكو البرازيلية) من هولندا، وهرب يهود السفارديم هناك على الفور. ذهب معظمهم إلى أمستردام، لكن 23 منهم توجهوا إلى نيو أمستردام بدلاً من ذلك. كان الحاكم بيتر ستايفسانت في البداية غير راغب في قبولهم ولكنه خضع لضغوط من شركة الهند الغربية الهولندية - التي ضغط عليها المساهمون اليهود - للسماح لهم بالبقاء. ومع ذلك، فقد فرض العديد من القيود والضرائب على رعاياه اليهود. في النهاية، غادر العديد من هؤلاء اليهود.
عندما أخذ البريطانيون المستعمرة من الهولنديين في عام 1664، كان الاسم اليهودي الوحيد على قسم الولاء المطلوب للمقيمين هو آسر ليفي. هذا هو الأثر الوحيد للوجود اليهودي في ذلك الوقت، حتى عام 1680 عندما وصل بعض أقارب ليفي من أمستردام قبل وقت قصير من وفاته.
أنشيء أول كنيس، مجمع السفاردي، شيريث إسرائيل، في عام 1682، لكنه لم يحصل على مبنى مستقل حتى عام 1730. بمرور الوقت، أصبح الكنيس يهيمن على الحياة اليهودية، حيث نظم الخدمات الاجتماعية وفرض الانتماء لجميع يهود نيويورك. على الرغم من أن الأشكناز تفوق عددهم بحلول عام 1720 على السفارديم، الا انه تم الاحتفاظ بعادات السفارديم.
تبع تدفق اليهود الألمان والبولنديين الحروب النابليونية في أوروبا. أدى ارتفاع عدد الأشكناز إلى تأسيس الكنيس الثاني في المدينة، بناي جيشورون، في عام 1825. يمكن أن يُعزى تأخر وصول المعابد اليهودية إلى نقص الحاخامات. أولئك الذين كانوا مهتمين بالتدريب كحاخام لم يتمكنوا من القيام بذلك في أمريكا قبل هذه الفترة من القرن. تبعت عدة معابد يهودية أخرى بناي جيشورون في تتابع سريع، بما في ذلك أول جمع شعاري تسيديك، في عام 1839. في عام 1845، افتتح أول معبد إصلاحي ، مجمع اينامو ايل في نيويورك. أصبحت مدينة نيويورك فيما بعد حاضنه للعديد من المعاهد الدينية من مختلف الطوائف، حيث يمكن ترسيم الحاخامات، بحلول عشرينيات القرن الماضي.
بحلول هذا الوقت تم تشكيل العديد من جمعيات المساعدة المجتمعية. التي كانت عادةً صغيرة جدًا، وقد يرتبط كنيس واحد بأكثر من واحده من هذه المنظمات. تم دمج أهم جمعيتين في عام 1859 لتشكيل جمعية اللجوء العبرية الخيرية (بنيت دور الأيتام اليهودية في شارع 77 بالقرب من الجادة الثالثة وأخرى في بروكلين). في عام 1852 أنشيء «مستشفى اليهود» (الذي أعيد تسميته عام 1871 بمستشفى جبل سيناء)، والذي سيعتبر يومًا ما أحد أفضل المستشفيات.
بدأت مدارس الأيام اليهودية في الظهور في القرن التاسع عشر في جميع أنحاء الولايات المتحدة، وكان أولها Polonies Talmud Torah توراة التلمود البولونيه في عام 1821.

### 1881-1945

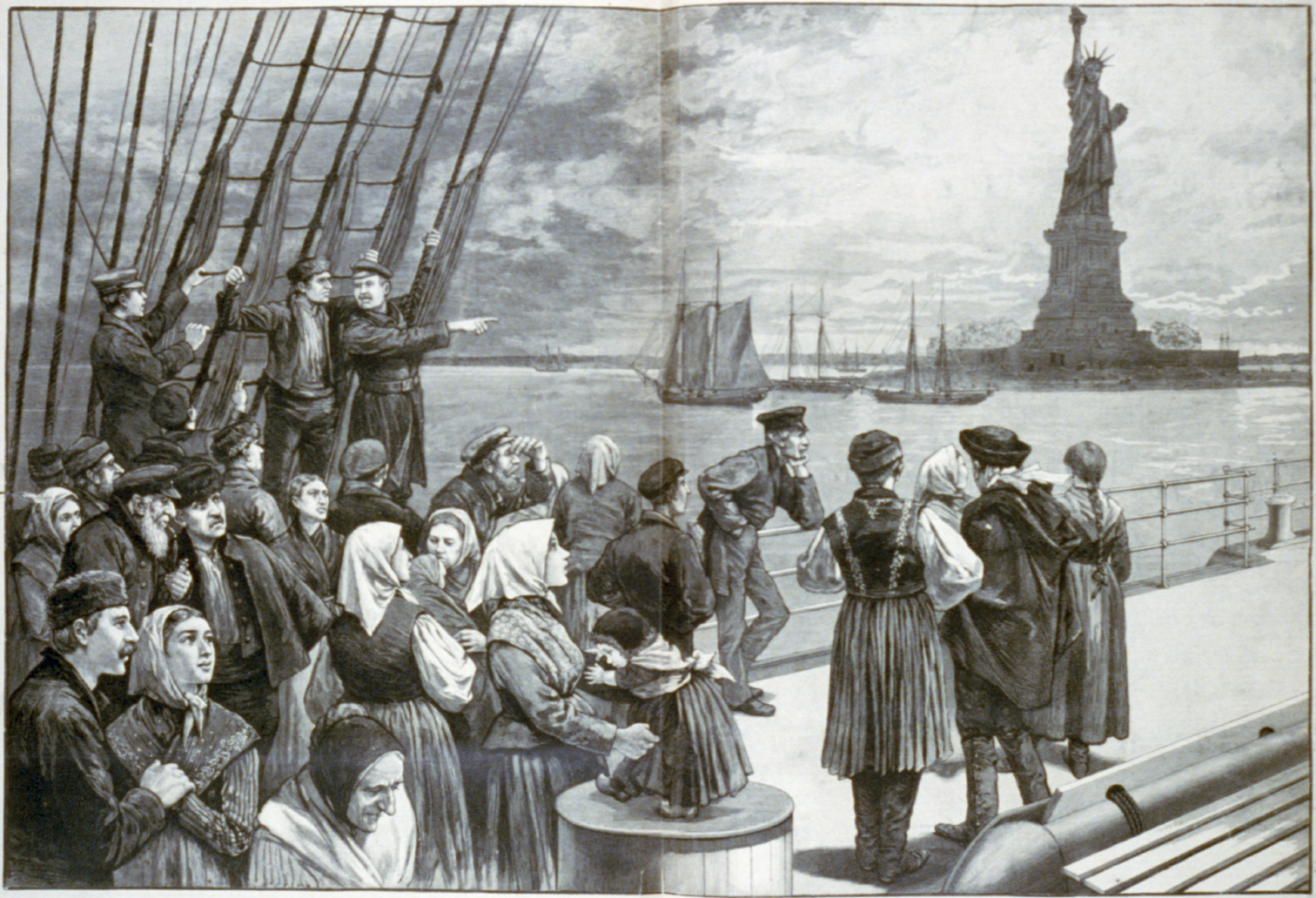
مهاجرون يهود أوروبيون يصلون إلى نيويورك عام 1887

شهدت السنوات الـ 36 التي تلت عام 1881 أكبر موجة هجرة إلى الولايات المتحدة على الإطلاق. بعد اغتيال الإسكندر الثاني ملك روسيا، والذي ألقى الكثيرون باللوم فيه على «اليهود»، كانت هناك زيادة كبيرة في المذابح المعادية لليهود هناك – ربما بدعم من الحكومة – مررت العديد من القوانين المعادية لليهود. وكانت النتيجة أن أكثر من مليوني يهودي هاجروا إلى الولايات المتحدة، :364–5 أكثر من مليون منهم إلى نيويورك.:1076
ازدهر يهود الأشكناز الشرقيين وثقافتهم في هذا الوقت. كان هناك تدفق هجرة من دول مثل ليتوانيا وبولندا وروسيا. حافظت تجمعاتهم وأعمالهم - أي المتاجر التي تبيع بضائع العالم القديم - بحزم على هويتهم ولغتهم وعاداتهم.
كانت نيويورك مدينة النشر لصحيفة اليديشية، فورفيرتس، التي نُشرت لأول مرة في عام 1897. تلتها العديد من الصحف اليهودية الأخرى وكانت تحرر باللغات اليهودية الشائعة، مثل لادينو واليديش والعبرية.
عادة كان هؤلاء المهاجرين شبابًا وغير متدينين نسبيًا، وكانوا عمومًا ماهرين خاصة في صناعة الملابس، :253–4 وهي الصناعة التي هيمنت لاحقا على اقتصاد نيويورك. بحلول نهاية القرن التاسع عشر، سيطر اليهود على المجالات ذات الصلة مثل تجارة الفراء.:254
لم يقدر اليهود الألمان، الذين كانوا غالبًا أثرياء بحلول هذا الوقت، لم يقدروا وصول أشكنازي الشرقي كثيرًا، وانتقلوا إلى الجزء العلوي من مانهاتن بشكل جماعي، بعيدًا عن الجانب الشرقي الأدنى حيث استقر معظم المهاجرين. :370–2 ومع ذلك، عمل العديد من هؤلاء المهاجرين من أوروبا الشرقية في مصانع يملكها يهود ألمان «أبتاون».

### 1945 حتى الوقت الحاضر
في عام 2019، أصبح يهوديان أمريكيان من بروكلين أول شخصين غير إسرائيلييين يحصلان على وسام نموذج مدني في إسرائيل لتدخلهما في هجوم. وقد سمحت مساعدتهم لضابط الشرطة، وهو من الطائفة الدرزية في إسرائيل، بإطلاق النار وقتل مهاجمه على الرغم من تعرضه للطعن والجرح.

## معرض

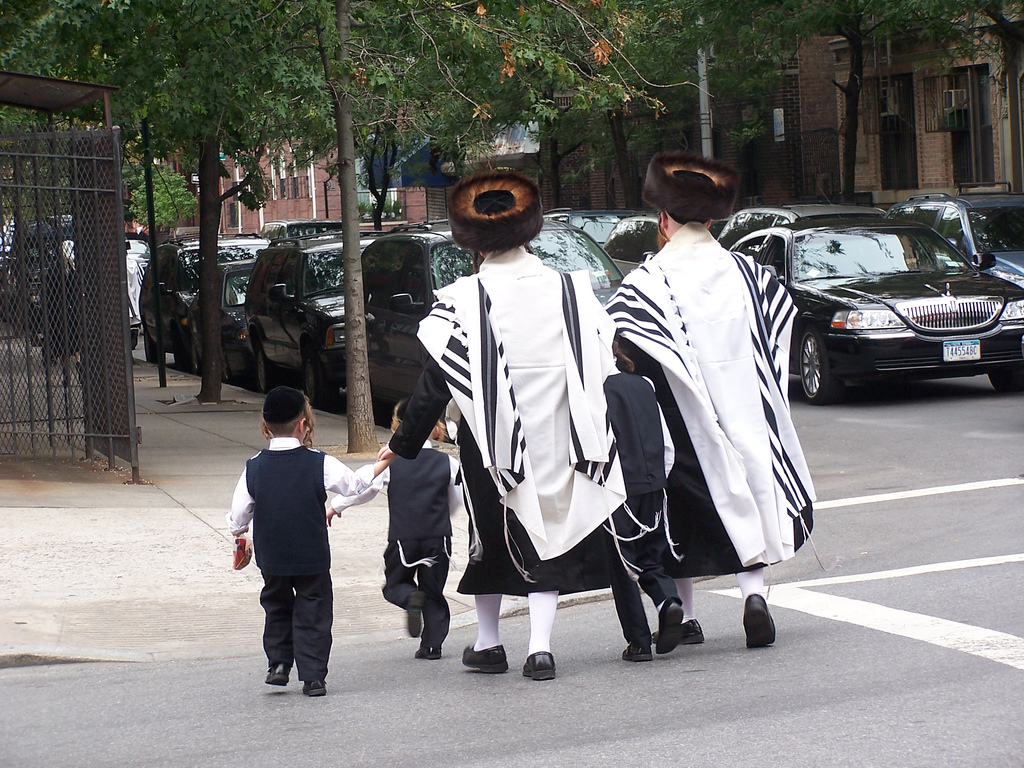
يهود في بروكلين
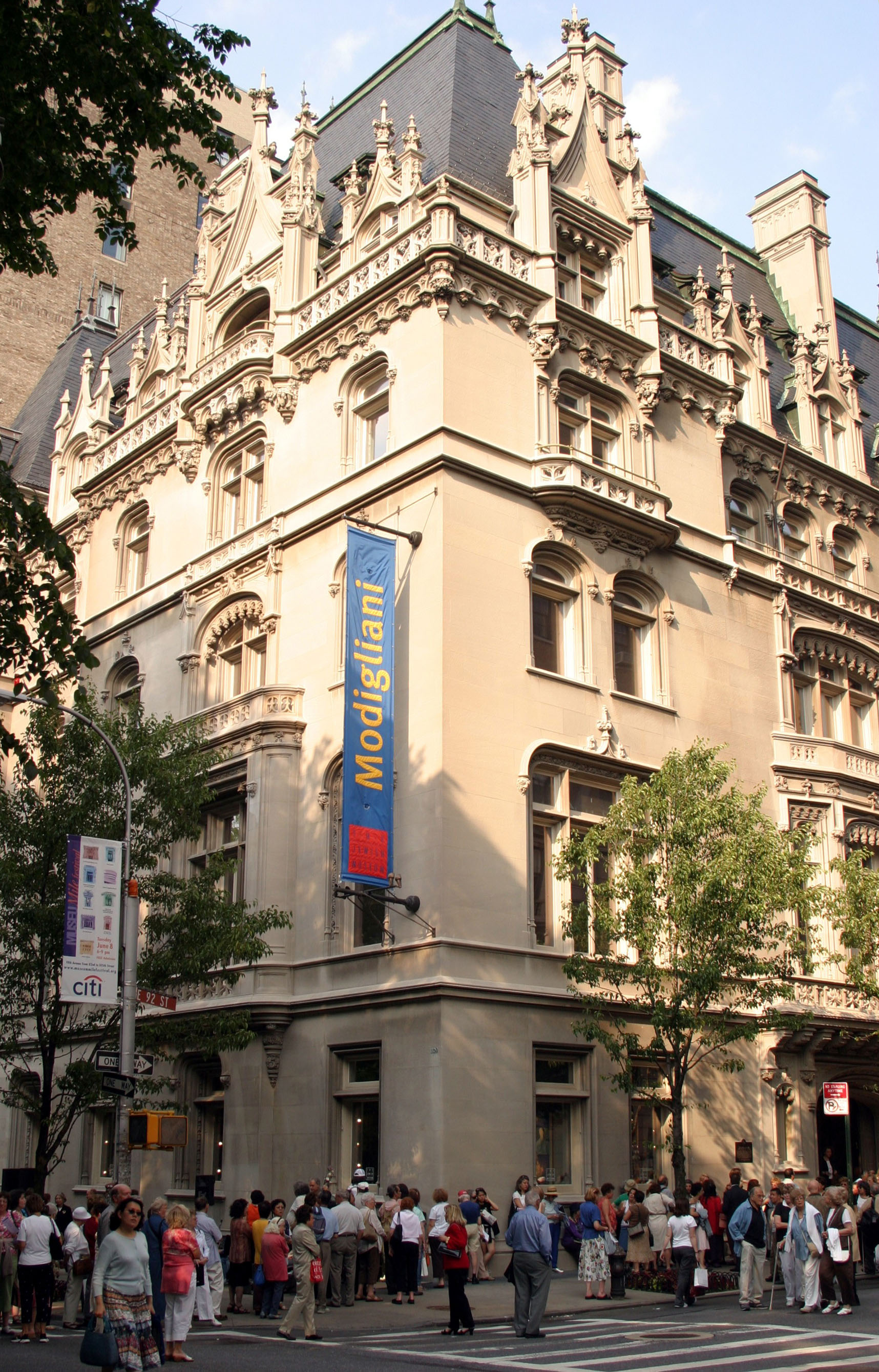
جمهور أمام متحف اليهود 2004
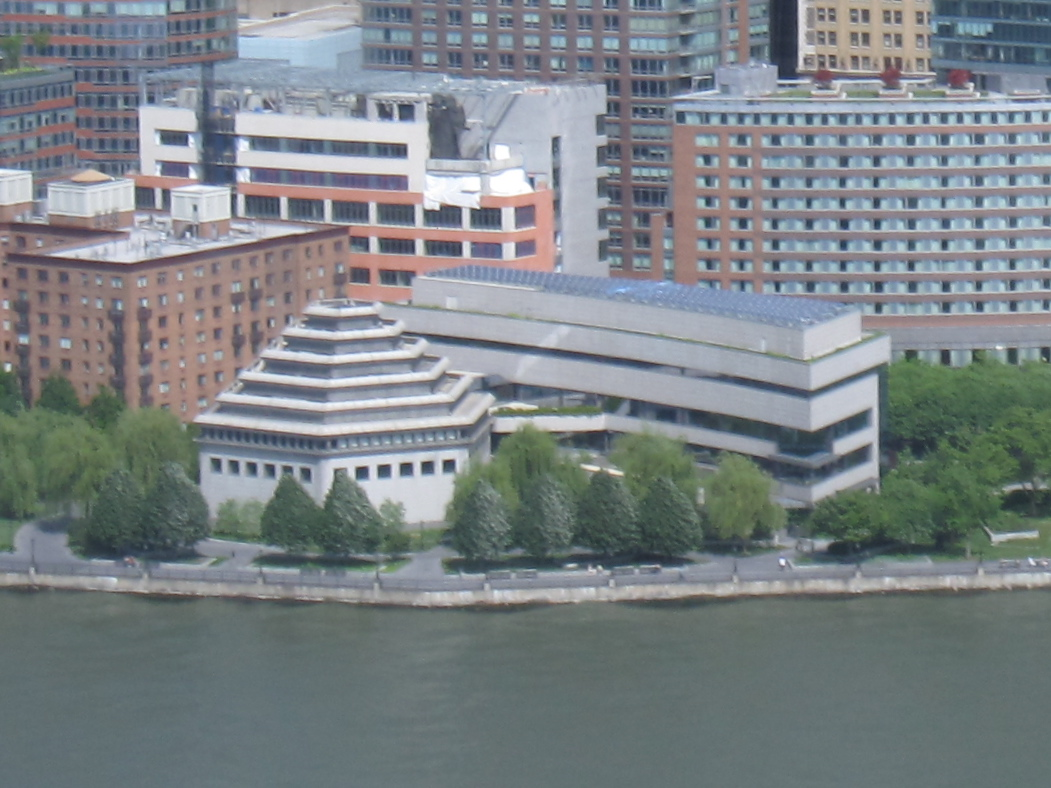
متحف التراث اليهودي
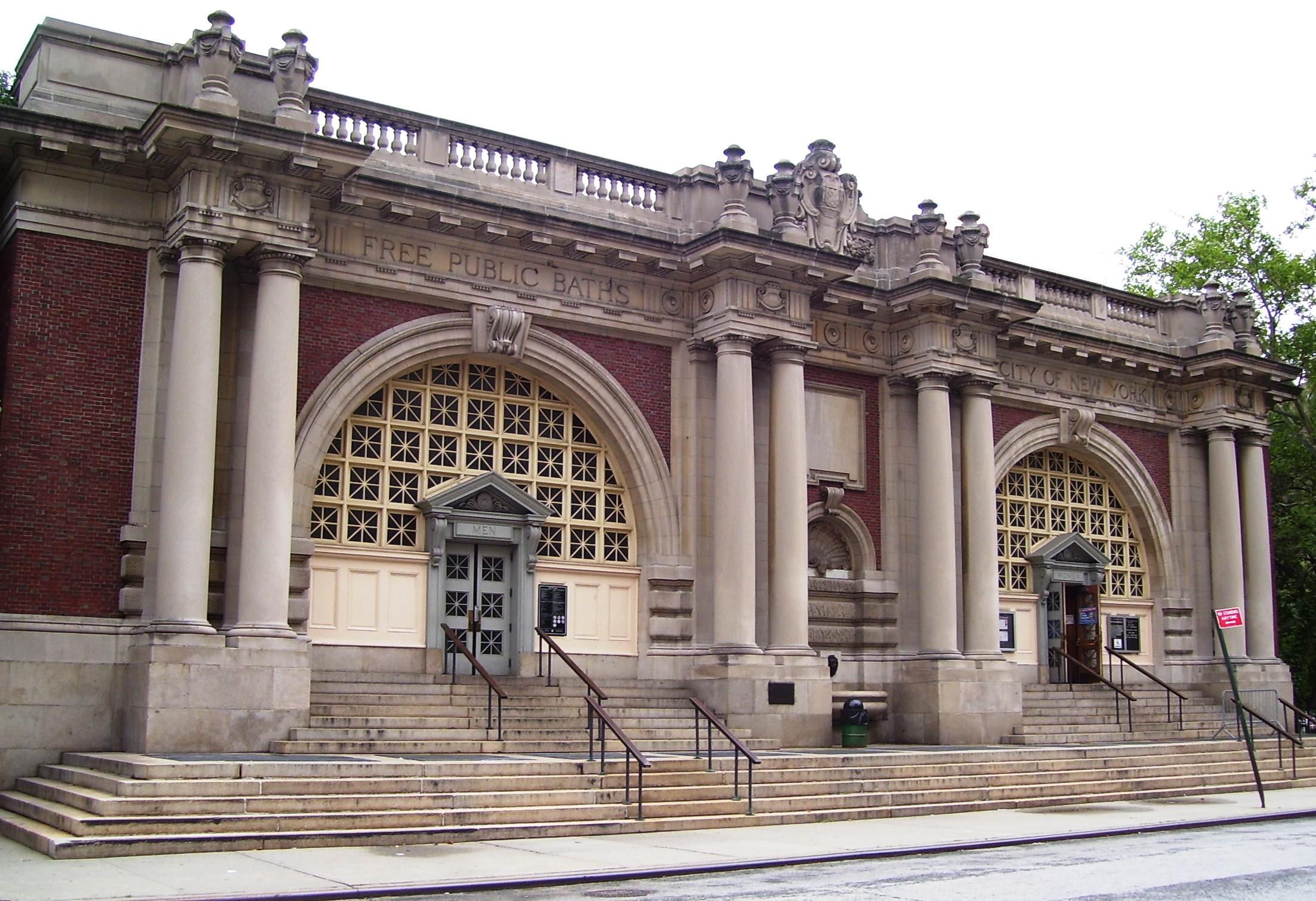
مركز آسر ليفي الترفيهي
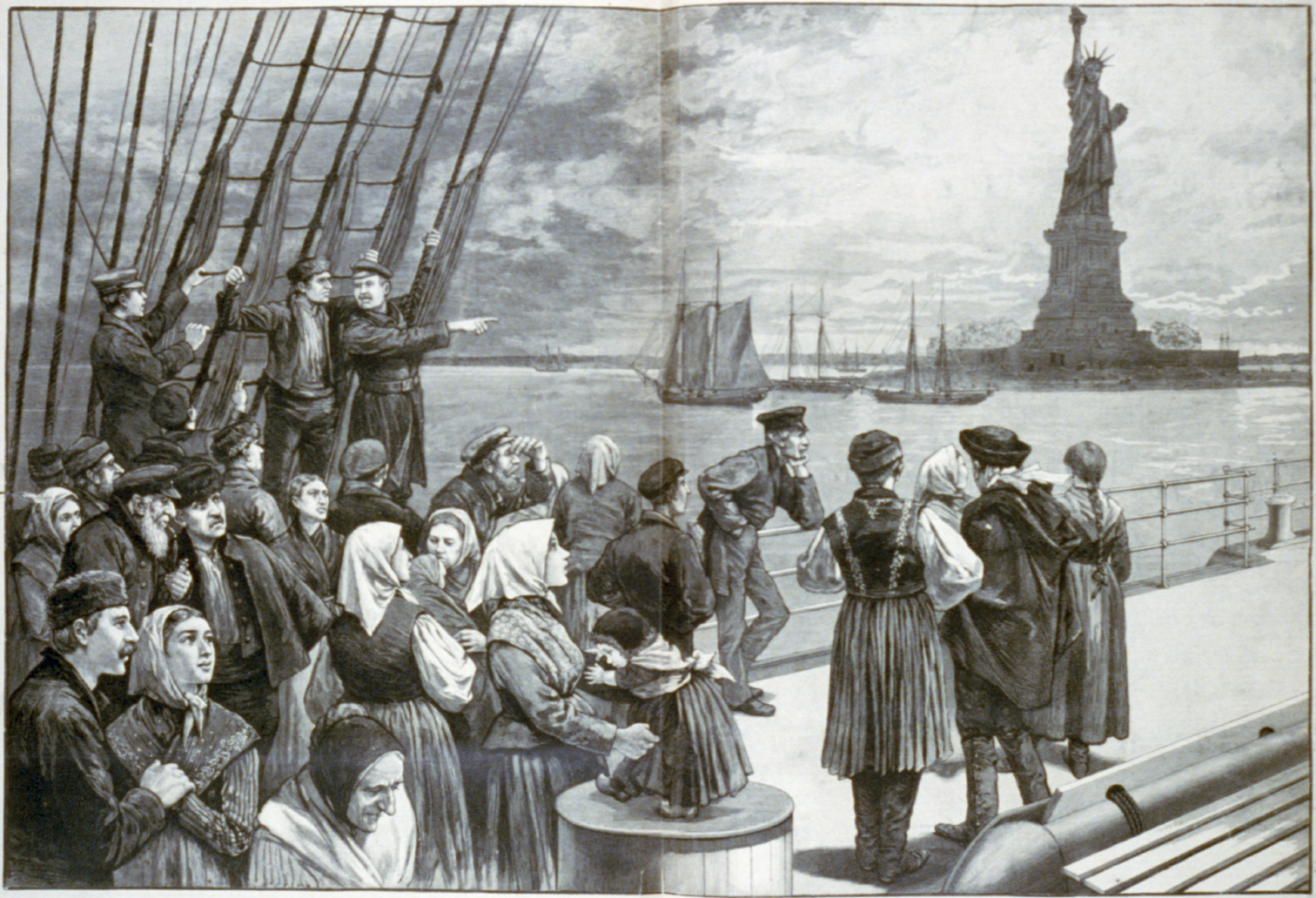
مرحبا بأرض الحرية

## حدائق مدينة نيويورك المتعلقة بالثقافة اليهودية
داخل إدارة الحدائق والمتنزهات في مدينة نيويورك، هناك العديد من المتنزهات التي سميت على اسم أفراد يهود، أو تحتوي على آثار تعود إلى ثقافتهم وتاريخهم.

### مانهاتن
- حديقة آبي ليبوول[29][30]
- مركز آسر ليفي الترفيهي[31]
- ملعب باروخ[32][33]
- Bella Abzug Park[34][35]
- Gustave Hartman Triangle[36][37]
- Jacob H. Schiff Playground[38]
- Schiff Malls[39][40][41]
- Jacob Joseph Playground[42][43]
- Jacob K Javits Playground[44]
- Montefiore Park[45]
- Nathan Straus Playground[46]
- Straus Park[47]
- Straus Square[48]
- Peretz Square[49][50][51]
- Sidney Hillman Playground[52]
- Sol Bloom Playground[53]
- Sol Lain Playground[54]
- Sophie Irene Loeb Playground[55]
- Stanley Isaacs Playground[56]
- Vladeck Park[57]
- American Memorial to Six Million Jews of Europe (Riverside Park  [لغات أخرى]‏)[58]
- Charles and Murray Gordon memorial (Fort Washington Park)[59]
- Emma Lazarus Memorial Plaque (Battery Park)[60]
- Jerusalem Grove (Battery Park)[61]
- The Immigrants Sculpture (Battery Park)[62]
- Gertrude Stein monument (متنزه براينت)[63][64]
- Jewish Tercentenary Monument (Peter Minuit Plaza)[65]
- Loeb Memorial Fountain (سنترال بارك)[66][67]
- Schiff Fountain (Seward Park  [لغات أخرى]‏)[68][69]

### برونكس
- Ben Abrams Playground[70]
- Hank Greenberg Ballfield[71]
- Heinrich Heine Fountain (Joyce Kilmer Park)[72]
- Keltch Park[73][74]
- Netanyahu Memorial (Pelham Parkway)[75][76]

### بروكلين
- Alben Triangle[77][78]
- Asser Levy Park[79][80]
- Babi Yar Triangle[81]
- Colonel David Marcus Playground[82][83]
- Harold W. Cohn Memorial Square[84][85]
- Kolbert Playground[86]
- Harry Maze Playground[87]
- Holocaust Memorial Park  [لغات أخرى]‏[88]
- Jacob Joffe Field[89]
- Kaiser Park[90]
- Rapaport Playground[91]
- Sobel Green[92]
- Zion Triangle[93][94]

### كوينز
- Cardozo Playground[95]
- Federoff Triangle[96][97]
- Gwirtzman Triangle[98][99]
- Haym Salomon Square[100][101]
- Ilse Metzger Sitting Area (فلشنغ مادوز- كورونا بارك)[102]
- Sobelsohn Playground[103]
- Rabbi Kirshblum Triangle[104]
- Wallenberg Square[105]
- Job Sculpture (فورست بارك)[106]
- Theodor Herzl Memorial (Freedom Square)[107]
- Yitzchak Rabin Walk (فلشنغ مادوز- كورونا بارك)[108]

### جزيرة ستاتين
- ملعب ليفي[109]

## روابط خارجية
- المتحف اليهودي، مدينة نيويورك
- متحف التراث اليهودي
- تاريخ اليهود في نيويورك
- جولات التراث اليهودي في مدينة نيويورك